# Verneusses
Verneusses é uma comuna francesa na região administrativa da Normandia, no departamento de Eure. Estende-se por uma área de 15,62 km². Em 2010 a comuna tinha 203 habitantes (densidade: 13 hab./km²).